# Friedrich Bornscheuer
Friedrich Wilhelm Bornscheuer (Güttersbach, 2 de maio de 1917 – 3 de outubro de 2015) foi um engenheiro civil alemão. Foi professor da TH Stuttgart.

## Biografia
Filho de um pastor protestante, frequentou a escola em Schotten e Mainz, estudou a partir de 1936 na Universidade Técnica de Darmstadt com o diploma em 1939. Seu professor de construção em aço foi Kurt Klöppel, de quem foi assistente em 1939. Em setembro de 1940 foi convocado pelos pioneiros, mas logo foi exonerado por causa de uma lesão nos olhos (lascas de granadas) e contratado por Klöppel para investigar o colapso da ponte da auto-estrada sobre o Reno em Frankenthal. Em 1941 esteve novamente com os pioneiros da ferrovia em uma guarnição em Hanau, antes de trabalhar de 1942 a 1945 no Centro de Pesquisas do Exército de Peenemünde no desenvolvimento de mísseis (estática de mísseis em vôo supersônico). Após a guerra trabalhou brevemente na construção de pontes de aço (fábrica de MAN em Gustavsburg, construção da ponte temporária sobre o Reno perto de Worms) e obteve um doutorado em 1946 em Darmstadt, com a tese Beitrag zur Berechnung ebener, gleichmäßig gedrückter Rechteckplatten, versteift durch eine Längssteife, que iniciou em 1943. De 1946 a 1949 trabalhou novamente no desenvolvimento de foguetes, desta vez na França (uma oferta de Wernher von Braun com outros especialistas em foguetes em 1945 para ir os Estados Unidos ele havia rejeitado por motivos familiares). Trabalhou por nove anos na construção de tubulações, contêineres e aparelhos.
Em 1958 tornou-se professor na Universidade de Stuttgart (antiga TH Stuttgart), onde chefiou o Instituto de Engenharia Estrutural de 1968 a 1983. Ao assumir uma cátedra em 1958 (também por sugestão de Fritz Leonhardt, que se tornou professor em Stuttgart ao mesmo tempo e colaborou estreitamente com Bornscheuer), ele dissolveu a subdivisão de estática anteriormente habitual na teoria dos materiais usados (aço, concreto). Era conhecido por suas habilidades como professor e formou sua própria escola de engenharia estrutural em Stuttgart. Após a aposentadoria continuou a trabalhar como engenheiro de teste e engenheiro estrutural no escritório de engenharia de seu filho Berd-Friedrich Bornscheuer.
Bornscheuer se via como prático e construtor de estruturas metálicas. Contribuiu para a mecânica estrutural, onde atendeu a uma antiga demanda de August Föppl de incluir constantes de torção nos painéis para seções transversais da construção em aço, que foram incorporadas às normas DIN correspondentes, e tratou intensivamente com flambagem de cascas, refletidos na norma DIN 18800 (parte 4).
Com Fritz Leonhardt e Volker Hahn (da firma Züblin) fundou em 1961 o Recheninstitut für das Bauwesen (RIB) em Stuttgart (atual RIB Software AG). A iniciativa veio de Hahn, que conversou com Leonhardt e este propôs incluir o professor de estática em Stuttgart Bornscheuer.
Wolfhardt Andrä da Leonhardt, Andrä und Partner foi em 1963 seu primeiro doutorando e seu filho Hans-Peter Andrä seu último doutorando em 1982.

## Publicações selecionadas
- Baustatik, in: Viat Review of German Science 1939–1946. Applied Mathematics 2, Wiesbaden: Diederichsche Verlagsbuchhandlung 1948, p. 13–52
- Systematische Darstellung des Biege- und Verdrehvorgangs unter besonderer Berücksichtigung der Wölbkrafttorsion, Der Stahlbau, Volume 21, 1952, p. 1–9
- Beispiel- und Formelsammlung zur Spannungsberechnung dünnwandiger Stäbe mit wölbbehindertem Querschnitt, Volume 21, 1952, p. 225–232, Volume 22, p. 32–44
- Tafeln der Torsionskenngrößen für die Walzprofile der DIN 1025–1027, Der Stahlbau, Volume 30, 1961, p. 81–82